# Hopper Penn
Hopper Jack Penn (* 6. August 1993 in Los Angeles) ist ein US-amerikanischer Filmschauspieler.

## Leben
Hopper Penn wurde 1993 in Los Angeles geboren. Er ist der Sohn des Schauspielers Sean Penn und der Schauspielerin Robin Wright. Sein Großvater väterlicherseits ist damit der Regisseur Leo Penn. Seine Schwester Dylan Penn ist, wie er selbst und seine Eltern, als Schauspielerin tätig. Seinen vollständigen Geburtsnamen Hopper Jack Penn erhielt er wegen der Freundschaft seines Vaters mit Dennis Hopper und Jack Nicholson.
Nach einigen kleineren Rollen in Kurzfilmen gab Hopper Penn im Jahr 2016 in dem Filmdrama The Last Face seines Vaters sein Spielfilmdebüt. Ein Jahr später war er in dem satirischen Kriegsfilm War Machine von David Michôd in einer Nebenrolle zu sehen.
Anfang April 2018 wurden bei einer Verkehrskontrolle in Nebraska in seinem Fahrzeug Marihuana, Amphetamine und psychoaktive Pilze gefunden und Hopper daraufhin festgenommen und in das Bezirksgefängnis in Hamilton County überstellt. Hopper Penn war bereits als 16-Jähriger wegen Drogenbesitzes verhaftet worden.
Im September 2018 feierte der Thriller Between Worlds von Maria Pulera beim Fantastic Fest seine Premiere, in dem er an der Seite von Nicolas Cage, Franka Potente und Penelope Mitchell in einer Hauptrolle zu sehen war. Es folgten größere und kleinere Rollen in der Tragikomödie Puppy Love von Michael Maxxis, in dem Actionfilm The Cleaner von Erin Elders und
in dem Filmdrama Flag Day seines Vaters. Eine weitere Hauptrolle folgte in Signs of Love von Clarence Fuller, in dem er gemeinsam mit seiner Schwester Dylan zu sehen ist. Der Film feierte im Juni 2022 beim Brooklyn Film Festival seine Premiere.

## Filmografie
- 2011: Back in the Game (Kurzfilm)
- 2014: The Men of Santa Muerte (Kurzfilm)
- 2015: Endings, Inc. (Kurzfilm)
- 2016: The Last Face
- 2017: War Machine
- 2017: Life Boat (Kurzfilm)
- 2018: Between Worlds
- 2019: The Arrangement (Kurzfilm)
- 2020: Puppy Love (auch als Produzent)
- 2021: The Cleaner
- 2021: Flag Day
- 2022: Signs of Love
- 2022: Let Me Go the Right Way (Kurzfilm)
- 2023: Devil’s Peak
- 2023: The Darkest Truth – Im Schatten der Wahrheit (The Good Mother)